# 人間性
人間性（にんげんせい、英: humanity, condition, the Human Condition）は、人間の心理的性質のことである。学問的には、主に哲学や人文学などの文科系学問により研究されてきた。日常的にも、用いられる言葉である。

## 概要
人間性を評価する方法は、大きく二種類に分類される。主体的な方法と客観的な方法である。前者は、哲学や人文学の手法、後者は、心理学や社会科学、自然科学が用いる方法である。主体として本質に迫ろうと意図するか、課題解決のための手段として人間性を把握しようとするのかの差であり、英語圏などでは、"humanity"と"condition" に言い分け（分類）が為されている。また、"the Human Condition"とは、人間として存在するための条件としての人間性を指す。

## 関連事項
- 人格
- 本性
- 人間性心理学
- 本質主義 - 実存主義
- ハンナ・アーレント 『人間の条件(The Human Condition)』